# Bertoldo, Bertoldino e Cacasenno (opéra)
Pour les articles homonymes, voir Bertoldo, Bertoldino e Cacasenno (homonymie).

Bertoldo, Bertoldino e Cacasenno est un opéra de Vincenzo Legrenzio Ciampi, sur un livret de Carlo Goldoni d'après Bertoldo, Bertoldino e Cacasenno, nouvelles de Giulio Cesare Croce et Adriano Banchieri, représenté pour la première fois au Teatro San Moisè de Venise le 26 décembre 1748.
Il entre au répertoire de l'Académie royale de musique de Paris le 9 novembre 1753 sous le titre de Bertoldo in corte.

## Argument
Au Moyen Âge à Vérone, le fruste mais astucieux Bertoldo entre à la cour du roi Alboino comme bouffon et conseiller. Avec l'aide de Bertoldino, son fils stupide et incapable, et celle de Cacasenno, son petit-fils, obtus lui aussi mais un peu plus sensé que son père, il cherche à empêcher les noces de la fille du roi avec un noble empoté étranger. La jeune fille est en effet amoureuse d'un poète et les trois paysans feront tout pour sauver la situation avec force aventures burlesques et rocambolesques.

## Personnages
- Bertoldo
- Bertoldino
- Cacasenno
- Re Alboino
- La principessa Lisaura
- Regina Ipsicratea
- Aurelia
- Erminio
- Menghina
- servi e serve